# Rocketman
Rocketman ist eine Filmbiografie über Elton John unter der Regie von Dexter Fletcher, die am 16. Mai 2019 im Rahmen der Internationalen Filmfestspiele von Cannes ihre Premiere feierte. Taron Egerton verkörpert den englischen Popstar und Musiker, Jamie Bell ist als Texter Bernie Taupin zu sehen. Am 24. Mai 2019 kam der Film im Vereinigten Königreich in die Kinos, am 30. Mai 2019 in die deutschen und einen Tag später in die US-Kinos.

## Handlung
Der Film ist eine musikalische Nacherzählung der Anfänge, des Durchbruchs und der Drogenzeit von Elton John.
Die Rahmenhandlung beginnt damit, wie er mit rund 40 Jahren in einem grell-orangen Bühnenkostüm in eine Drogenhilfe-Gruppe platzt. Von hier erfolgt der Rückblick auf sein bisheriges Leben.
Als Kind wird er von seiner egozentrischen Mutter Sheila und der fürsorglicheren Großmutter Ivy großgezogen; sein Vater interessiert sich nicht für ihn. Er entwickelt eine Leidenschaft für Musik, nimmt Klavierstunden, ab elf Jahren Samstagsklassen-Klavierunterricht an der Royal Academy of Music.
Als junger Erwachsener spielt er in einer Band. Er trifft auf den Texter Bernie Taupin, mit dem er seine größten Songs schreibt.
Nach ersten Auftritten in den USA wird John schnell weltberühmt und verdient viel Geld. Mit seinem Manager John Reid unterhält er eine Beziehung, dieser möchte jedoch vor allem von seinem Geld profitieren. John trennt sich schließlich von ihm. Mit steigendem Erfolg entwickelt er ein immer größeres Problem mit Alkohol und anderen Drogen. Er geht eine Ehe mit seiner deutschen Freundin Renate Blauel ein, um dort Halt zu finden, doch die Ehe scheitert nach kurzer Zeit wegen seiner Homosexualität.
Als sein Leben völlig außer Kontrolle geraten ist, sucht Elton John endlich Hilfe, und er erneuert seine Freundschaft zu Bernie Taupin.

## Produktion

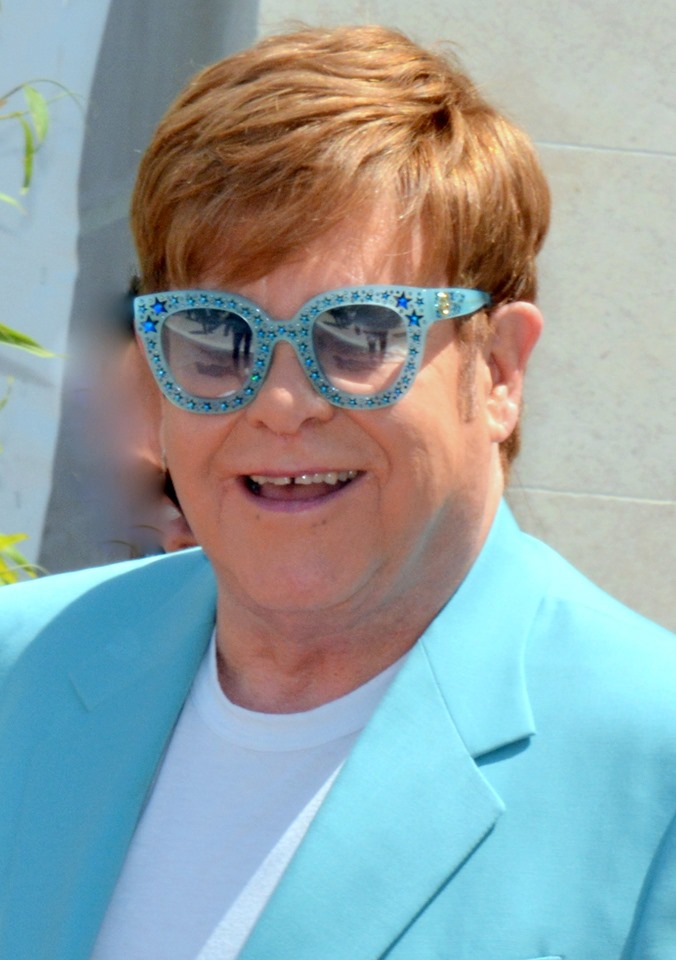
Elton John bei der Premiere des Films in Cannes

Regie führte Dexter Fletcher. Im Jahr 2018 hatte Fletcher bereits mit Bohemian Rhapsody eine Filmbiografie über den Musiker Freddie Mercury veröffentlicht. Das Drehbuch schrieb Lee Hall.
Taron Egerton übernahm die Rolle von Elton John, Jamie Bell die von dessen langjährigem Partner Bernie Taupin. Bryce Dallas Howard spielt Johns Mutter Sheila. In weiteren Rollen sind Richard Madden und Gemma Jones zu sehen.
Die Filmmusik komponierte Matthew Margeson, der mit Fletcher zuletzt für Eddie the Eagle – Alles ist möglich zusammenarbeitete. Am 24. Mai 2019 wurde zudem mit Rocketman: Music From The Motion Picture ein Album mit 22 Songs veröffentlicht. Rocket Man und ein dazugehöriges Musikvideo, das teilweise aus Filmausschnitten besteht, waren bereits Anfang Mai 2019 veröffentlicht worden. Egerton hat für den Film und das Album Johns Songs neu interpretiert und selbst eingesungen, darunter auch eher unbekannte Lieder von John wie den Border Song aus dem Jahr 1970, der von Einsamkeit und Entfremdung handelt und zeige, welch großartiger Texter Bernie Taupin bereits als 20-Jähriger war, so Ulf Kubanke von laut.de. Für den neuen Exklusivtrack (I’m Gonna) Love Me Again taucht John dann im Musikvideo persönlich für ein Cameo-Duett auf. Ebenso stellten John und Egerton gemeinsam den Song Tiny Dancer im Februar 2019 im Rahmen der Elton John AIDS Foundation Academy Awards Viewing Party vor.
Ein erster Trailer wurde Anfang Oktober 2018 vorgestellt. Mitte Februar 2019 folgte ein erster Langtrailer. Der Film wurde erstmals am 16. Mai 2019 im Rahmen der Internationalen Filmfestspiele von Cannes im Hauptwettbewerb außer Konkurrenz gezeigt. Am 24. Mai 2019 kam er in die Kinos im Vereinigten Königreich und am 31. Mai 2019 in die US-Kinos. Ein Kinostart in Deutschland erfolgte am 30. Mai 2019.

## Rezeption

### Altersfreigabe
In den USA erhielt der Film von der MPAA ein R-Rating, was einer Freigabe ab 17 Jahren entspricht. In Deutschland erhielt der Film eine Freigabe ab 12 Jahren. In der Freigabebegründung heißt es, die Handlung sowie die dargestellten Probleme seien für Kinder ab 12 Jahren nachvollziehbar. Die innere Zerrissenheit Elton Johns werde ebenso klar verständlich gemacht wie die eindeutig ablehnende Haltung zu Drogen und Alkohol. In Russland wurde der Film, obschon erst ab 18 Jahre zugelassen, von den großen Verleihern um homoerotische und Szenen im Zusammenhang mit Drogen gekürzt.

### Kritiken und Einspielergebnis
Der Film konnte bislang 89 Prozent aller Kritiker bei Rotten Tomatoes überzeugen und erhielt hierbei eine durchschnittliche Bewertung von 7,6 der möglichen 10 Punkte, womit er aus den 21. Annual Golden Tomato Awards in der Kategorie Musicals & Music Movies 2019 als Sieger hervorging. Zudem belegte er einen der mittleren Plätze bei den in Cannes vorgestellten Filmen. Im Kritikerspiegel von critic.de erhielt er gemischte Kritiken.
Andreas Busche vom Tagesspiegel schreibt, Dexter Fletcher lasse in Rocketman die 1970er Jahre herzhaft aufleben, wobei kein Exzess ausgelassen werde. Fletcher hake pflichtbewusst die wichtigsten Stationen in der Karriere Elton Johns ab: „Das schwierige Verhältnis zur kaltherzigen Mutter und dem lieblosen Vater, seine uneingestandene Homosexualität, die der Film aber – anders als Bohemian Rhapsody – nicht herunterspielt, das Ausbeutungsverhältnis zu seinem Manager und Lover sowie die Freundschaft mit seinem langjährigen Partner Bernie Taupin, der einen Großteil von Johns Hits schrieb.“ Dabei verfalle der Film immer wieder in einen düsteren Tonfall, wenn er vom Selbstzerstörungstrieb des manisch-depressiven Musikers erzählt, doch es seien die Musikeinlagen, in denen Rocketman sich zu einer deliranten, bombastischen Pop-Psychedelik aufschwinge, die in ihren besten Momenten an die Musicals eines Baz Luhrmann erinnere.

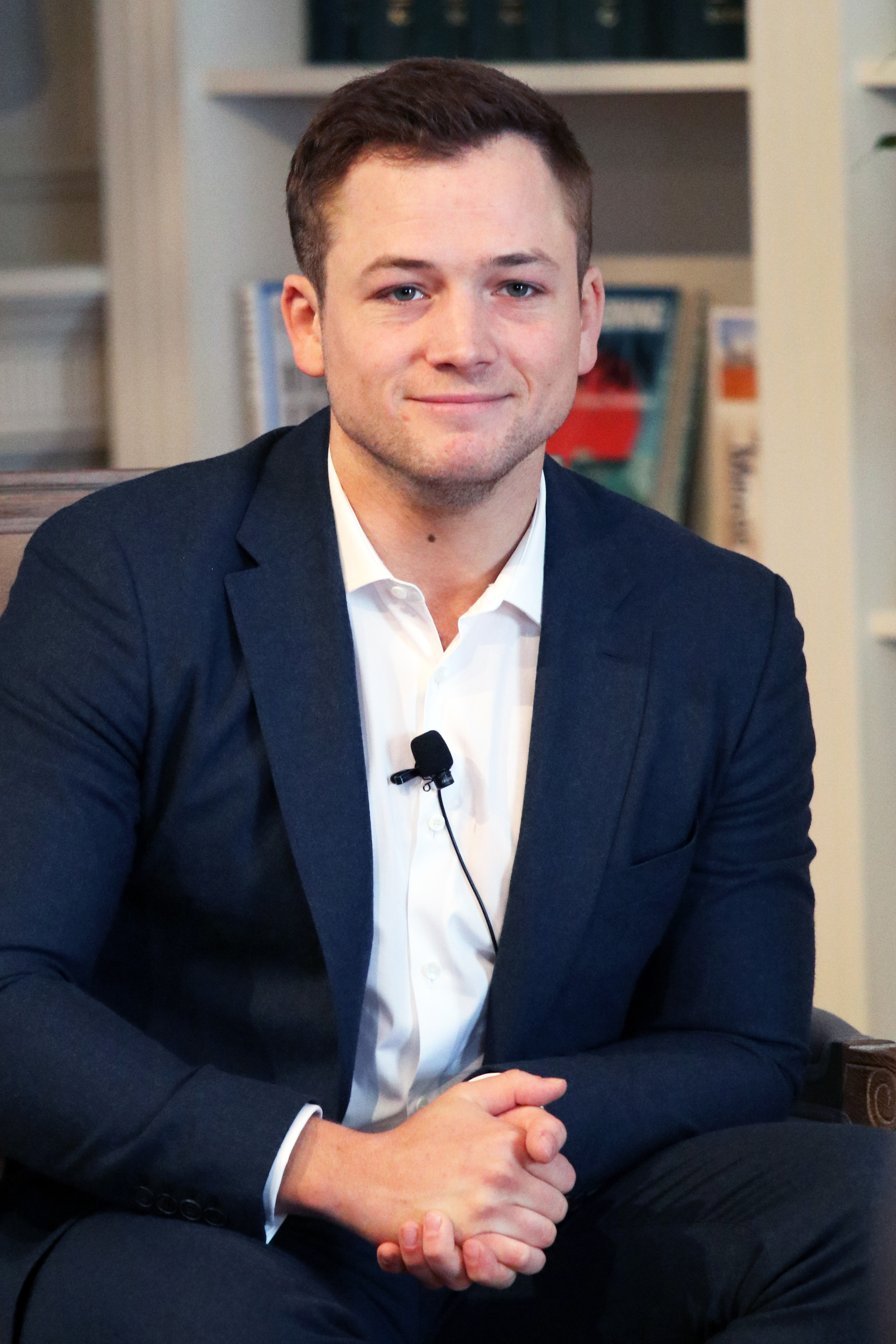
Taron Egerton, hier im März 2018, verkörpert im Film Elton John

Auch Barbara Schweizerhof von epd Film schreibt, Rocketman komme mit seinen Tanznummern und einer kurzen, wenn auch eher braven Sexszene etwas weniger prüde daher als Bohemian Rhapsody. Dabei sei er der vielleicht sympathischere, wenn auch leider genauso wenig originelle Film. Auch wenn Rocketman angenehm offen sowohl mit der Homosexualität als auch mit den langen Jahren des Verleugnens, dem daraus resultierenden Selbsthass und der Drogensucht seines Helden umgeht, so merke man dem Film doch durch und durch an, dass dies eine sanktionierte und mithin desinfizierte Version eines Lebens ist.
Die Deutsche Film- und Medienbewertung versah den Film mit dem Prädikat besonders wertvoll. In der Jury-Begründung heißt es: „Drehbuch und Regie des Films schufen eine Künstlerbiographie der besonderen Art: Alle privaten Szenen […] wurden in Musical-Form mit seinen [Elton Johns] Songs und einer brillanten Choreografie verbunden. Dramaturgisch perfekt transportieren somit die Songs die Handlung entscheidend mit und halten den Spannungsbogen.“
Ulf Kubanke von laut.de findet, Taron Egerton balanciere wohltuend auf einer feinen Trennlinie zwischen Verkörperung und eigener Identität: „Seine Darstellung geht einerseits bis hin zu Elton-John-esker Betonung einzelner Worte und Silben, obwohl er nicht über Sir Eltons maskuline Kraft im Timbre verfügt, die trotz aller Queerness zu seinem Markenzeichen gehört.“ Genau an diesem Punkt mache Egerton alles richtig, verlasse den Pfad absoluter Nachahmung und gönne sich das notwendige Quäntchen eigene Deutung, so Kubanke.
Die weltweiten Einnahmen aus Kinovorführungen belaufen sich auf 195,18 Millionen US-Dollar. In Deutschland verzeichnet er bisher 612.835	 Besucher.

### Auszeichnungen (Auswahl)
British Academy Film Awards 2020
- Nominierung als Bester britischer Film
- Nominierung als Bester Hauptdarsteller (Taron Egerton)
- Nominierung für die Beste Maske (Best Make Up & Hair) (Lizzie Yianni Georgiou)
- Nominierung für den Besten Ton

Chicago Film Critics Association Awards 2019
- Nominierung für das Beste Kostümdesign[27]

Cinema Audio Society Awards 2020
- Nominierung in der Kategorie Live-Action-Spielfilm[28]

Costume Designers Guild Awards 2020
- Nominierung in der Kategorie Excellence in Period Film (Julian Day)[29]

Critics’ Choice Movie Awards 2020
- Auszeichnung als Bester Song („(I’m Gonna) Love Me Again“, geteilt mit Glasgow)
- Nominierung für das Beste Kostümdesign (Julian Day)
- Nominierung für die Besten Frisuren und das beste Make-up[30]

Detroit Film Critics Society Awards 2019
- Nominierung für den Besten Einsatz von Musik[31]

GLAAD Media Awards 2020
- Nominierung als Bester Film – Wide Release[32]

Golden Globe Awards 2020
- Auszeichnung als Bester Hauptdarsteller – Komödie/Musical (Taron Egerton)
- Auszeichnung als Bester Filmsong („(I’m Gonna) Love Me Again“, Elton John)
- Nominierung als Bester Film – Komödie/Musical (Dexter Fletcher)

Golden Reel Awards 2020
- Nominierung in der Kategorie Best Sound Editing: Dialogue and ADR in a Feature Film
- Nominierung in der Kategorie Best Sound Editing: Music in a Musical Feature Film[33]

Golden Trailer Awards 2019
- Nominierung für die Beste Trailermusik[34]

Grammy Awards 2020
- Nominierung als Best Compilation Soundtrack for Visual Media (Taron Egerton)

Hollywood Critics Association Awards 2020
- Auszeichnung als Beste Komödie oder bestes Musical
- Auszeichnung für das Beste Kostümdesign (Julian Day)
- Nominierung als Bester Schauspieler (Taron Egerton)
- Nominierung für das Beste Make-up und die besten Frisuren
- Nominierung für den Besten originalen Song ((I’m Gonna) Love Me Again)[35]

Hollywood Film Awards 2019
- Auszeichnung als Breakout Actor (Taron Egerton)
- Auszeichnung in der Kategorie Make-Up & Hair Styling (Lizzie Yianni-Georgiou, Tapio Salmi und Barrie Gower)[36]

Hollywood Music in Media Awards 2019
- Nominierung für den Besten Filmsong ((I’m Gonna) Love Me Again, Elton John, Bernie Taupin & Taron Egerton)[37]

Internationale Filmfestspiele von Cannes 2019
- Nominierung für die Queer Palm (Dexter Fletcher)[38]

London Critics’ Circle Film Awards 2020
- Nominierung als Bester britischer/irischer Film
- Nominierung als Bester britischer Schauspieler (Taron Egerton)[39]

Make-Up Artists and Hair Stylists Guild Awards 2020
- Nominierung für das Beste historische oder Figuren-Make-Up – Spielfilm (Lizzie Yianni Georgiou, Tapio Salmi & Laura Solari)
- Nominierung für die Besten Special-Make-Up-Effects – Spielfilm (Barrie Gower, Lizzie Yianni Georgiou & Victoria Money)
- Nominierung für das Beste historische oder Figuren-Haarstyling – Spielfilm (Lizzie Yianni Georgiou, Tapio Salmi & Laura Solari)[40]

Oscarverleihung 2020
- Auszeichnung für den Besten Song ((I’m Gonna) Love Me Again)

People’s Choice Awards 2019
- Nominierung als Drama Movie of 2019
- Nominierung als Drama Movie Star of 2019 (Taron Egerton)[41]

Satellite Awards 2019
- Auszeichnung als Bester Hauptdarsteller – Komödie oder Musical (Taron Egerton)
- Auszeichnung für den Besten Filmsong ((I’m Gonna) Love Me Again)
- Nominierung als Bester Film – Komödie oder Musical
- Nominierung für die Beste Kamera (George Richmond)
- Nominierung für den Besten Filmschnitt (Christopher Dickens)
- Nominierung für den Besten Tonschnitt (Matthew Collinge & John Hayes)
- Nominierung für das Beste Kostümdesign (Julian Day)[42]

Screen Actors Guild Awards 2020
- Nominierung als Bester Hauptdarsteller (Taron Egerton)

Teen Choice Awards 2019
- Nominierung als Choice Drama Movie Actor (Taron Egerton)[43]

## Synchronisation
Die deutsche Synchronisation entstand nach einem Dialogbuch und der Dialogregie von Clemens Frohmann im Auftrag der Interopa Film GmbH, Berlin.
| Darsteller          | Synchronsprecher   | Rolle         |
| ------------------- | ------------------ | ------------- |
| Taron Egerton       | Manuel Straube     | Elton John    |
| Jamie Bell          | Nicolás Artajo     | Bernie Taupin |
| Tom Bennett         | Georgios Tzitzikos | Fred          |
| Richard Madden      | Stefan Günther     | John Reid     |
| Charlie Rowe        | Philipp Lind       | Ray Williams  |
| Bryce Dallas Howard | Maria Koschny      | Sheila        |
| Sharmina Harrower   | Nurcan Özdemir     | Heather       |
| Stephen Graham      | Olaf Reichmann     | Dick James    |
| Tate Donovan        | Marcus Off         | Doug Weston   |
| Gemma Jones         | Sonja Deutsch      | Ivy           |
| Steven Mackintosh   | Uve Teschner       | Stanley       |